# Draženov
Draženov település Csehországban, a Domažlicei járásban. Draženov Ždánov, Trhanov, Újezd, Klenčí pod Čerchovem és Luženičky településekkel határos. Lakosainak száma 450 fő (2024. január 1.).

## Népesség
A település lakosságának változását az alábbi diagram mutatja:
| Lakosok száma | 461  | 433  | 444  | 311  | 293  | 375  | 419  | 428  | 402  | 450  |
|               | 1869 | 1890 | 1921 | 1950 | 1980 | 2001 | 2017 | 2019 | 2022 | 2024 |